# DJ Uncle Al
Albert Moss (14 de agosto de 1969 - 10 de setembro de 2001), mais conhecido pelo seu nome artístico DJ Uncle Al, foi um DJ e rapper estadunidense. Ele adquiriu notoriedade pelas novas habilidades na produção de músicas e a filosofia de "paz no mundo" e não-violência na comunidade.
Foi assassinado em 10 de setembro de 2001 por Darnen Fabian Watson em decorrência de uma briga de duas estações de rádio de Miami.